# Raymond de Canillac
Raymond de Canillac né à Canilhac vers 1300 et mort en 1373 est un prélat français.
Parent de Clément VI, il fut archevêque de Toulouse, cardinal avec le titre de cardinal-prêtre de Sainte-Croix-de-Jérusalem puis de cardinal-évêque de Palestrina (1350-1373).

## Biographie
Natif de Canilhac, dans le diocèse de Mende, il est le fils de Guillaume de Canillac et d'une sœur du cardinal Bertrand de Deaux. Entré chez les chanoines réguliers de saint Augustin, il fait ses études à l'université de Montpellier où il obtint des grades de docteur en droit et en droit canon.

### Le prévôt de Maguelone
Nommé prévôt (administrateur) du chapitre de la cathédrale de Maguelone en 1333, ce fut à ce titre, le 25 novembre 1339, qu'il présida le chapitre provincial de Narbonne pour promulguer les statuts de l'ordre des augustins que venait d'approuver Benoît XII. Puis, à sa demande, en 1340, le roi Philippe VI de France confirma les privilèges de son chapitre de Maguelone. Ce fut à cette période, et très certainement dès le début du pontificat de Clément VI, que Raymond de Canillac devint abbé commendataire de Conques.

### Les Canillac s'allient aux Roger de Beaufort
Tout allait changer pour la famille de Canillac au début de l'année 1345. Guillaume II Roger, vicomte de Beaufort, se remaria avec Garine de Canillac, fille d'Alixène de Poitiers-Valentinois et de Marquis III de Canillac (frère de Raymond) dont elle était la seule héritière.
Il ne fallut attendre que jusqu'au 28 mars pour que Raymond de Canillac, son oncle, devienne archevêque de Toulouse par la grâce de Clément VI. Désormais la munificence pontificale allait pourvoir à la pérennité et à la fortune de cette lignée. Le pape, lors du consistoire du 17 décembre 1350, lui remit le chapeau de cardinal-prêtre de Sainte-Croix de Jérusalem. Et le 7 septembre 1351, Guillaume II Roger, devenu comte de Beaufort, établit à la cathédrale Notre-Dame des Doms d'Avignon trois chapellenies, dites de Canillac.

### Le négociateur d'Innocent VI
Après la défaite de Poitiers, ce fut sur l'initiative d'Innocent VI, qu'Androin de la Roche, abbé de Cluny, fit accepter, le 4 mars 1360, le principe d'une négociation entre la France et l'Angleterre. Elle débuta au début du mois de mai à Sovres, paroisse de Brétigny, dans le diocèse de Chartres, sous la présidence du cardinal de Jérusalem.
Parmi les négociateurs français Jean de Dormans, évêque de Beauvais, chancelier du royaume de France, et son frère Guillaume, deux éminents juristes, défendirent âprement la cause royale. La signature du traité de Brétigny eut lieu le 8 mai 1360. Jean Ier le Meingre, maréchal Boucicaut, fut l'un des signataires du côté français.
Ce fut l'année suivante, le 4 novembre 1361, que Raymond de Canillac devint cardinal-évêque de Palestrina. Il fut le receveur principal du double décime auquel le clergé du Languedoc s'obligeait pour la rançon du roi Jean Ier prisonnier des Anglais.

### Le mentor d'Urbain V
Après la mort d'Innocent VI, le premier tour du conclave désigna le cardinal Hugues Roger qui refusa la charge pontificale. Au second tour onze voix se portèrent sur Raymond de Canillac, autre illustre membre du clan des Roger de Beaufort. C'était insuffisant. Finalement ce Guillaume de Grimoard, abbé de Saint-Victor de Marseille, qui fut élu le 28 septembre 1362.
Urbain V, au cours de son pontificat, eut à négocier le départ de Bertrand Du Guesclin et de ses routiers qui campaient aux portes d'Avignon. Les exigences financières du futur connétable furent négociées et réduites de moitié.
Mais les sommes exigées restaient énormes et le pape, le 23 novembre 1365, écrivit personnellement au cardinal de Canillac pour s'en justifier :

« D'innombrables gens d'armes, appelés compagnons, sortant du royaume de France et partant en guerre, disaient-ils, contre les infidèles, avaient envahi la Sénéchaussée de Beaucaire et menaçaient d'entrer en ennemi dans le Venaissin, ce qui leur était facile, si les habitants de ce comté ne leur versaient pas un subside. Pour éviter de très graves périls et de très gros dommages, nous avons donné mission d'emprunter, au nom des dits habitants, la somme de 5 000 florins d'or et de la remettre à ces Routiers, ainsi que l'ont déjà fait les habitants des pays voisins. »

### Les résidences du cardinal de Jérusalem
Amoiries

Les armes des Canillac.

À Avignon, la Livrée de Canillac était située dans le quartier de la Balance où elle englobait 53 maisons. Sa tour émerge encore de l'hôtel de Bouchony. Une croisée d'ogives est toujours ornée d'un écu aux armes des Canillac et des Roger de Beaufort et un morceau de plafond porte les paracloses aux armes des Canillac et des Mercœur. Dans le relevé de Joseph Marie de Suarès ses armes sont : « D'argent au chien d'azur colleté de gueules à la bordure componée de gueules et d'argent ».
À Villeneuve-lès-Avignon, l'hôtel de Canillac sis à l'angle de la place de l'Oratoire et donnant sur la rue de l'Hôpital était célèbre par ses jardins arrosés par les eaux de la source de Montaut à l'exemple du palais pontifical de Clément VI. Cette résidence et sa chapelle Saint-Jean, démolie en 1980, étaient ornées de fresques. Dans la chambre de parement, deux de celles-ci, représentant un Chasseur au cor et un Chasseur au faucon accompagné de sa Dame, furent déposées et achetées par deux musées suisses en 1939.
À Saint-Rémy-de-Provence, Raymond de Canillac fut le propriétaire du château de la Tour, connu de nos jours sous le nom de Tour du Cardinal. Un linteau portait l'inscription maintenant disparue : « Vis pour toi à la campagne, après que tu auras vécu à la ville pour les autres ». Cette maxime avait été gravée dans la pierre selon les ordres du cardinal.

### La chapelle des Canillac à Maguelone
Le cardinal de Palestrina mourut le 20 juin 1373 à Avignon et fut d'abord inhumé dans l'église des franciscains. Mais il n'avait pas oublié Maguelone. Par testament, il y fonda, près de la cathédrale Saint-Pierre, une église dédiée à la Sainte-Trinité qui fut ensuite érigée en collégiale. Il demanda aussi d'y être inhumé. Son tombeau se trouve à l'intérieur de la cathédrale dans la chapelle des Canillac, sur le mur du transept gauche.

## Œuvre
Le cardinal Raymond de Canillac est l'auteur d'un Recollectorum liber.